# Chrtnický rybník
Chrtnický rybník  o rozloze vodní plochy 2,77 ha se nalézá v přírodní rezervaci Obora Choltice asi 400 m jihozápadně od zámku Choltice v okrese Pardubice. Rybník byl v roce 2016 revitalizován a odbahněn a je využíván pro sportovní rybolov a zároveň představuje spolu s rybníky Zrcadlo a Červeným rybníkem významné biocentrum pro rozmnožování obojživelníků.

## Galerie

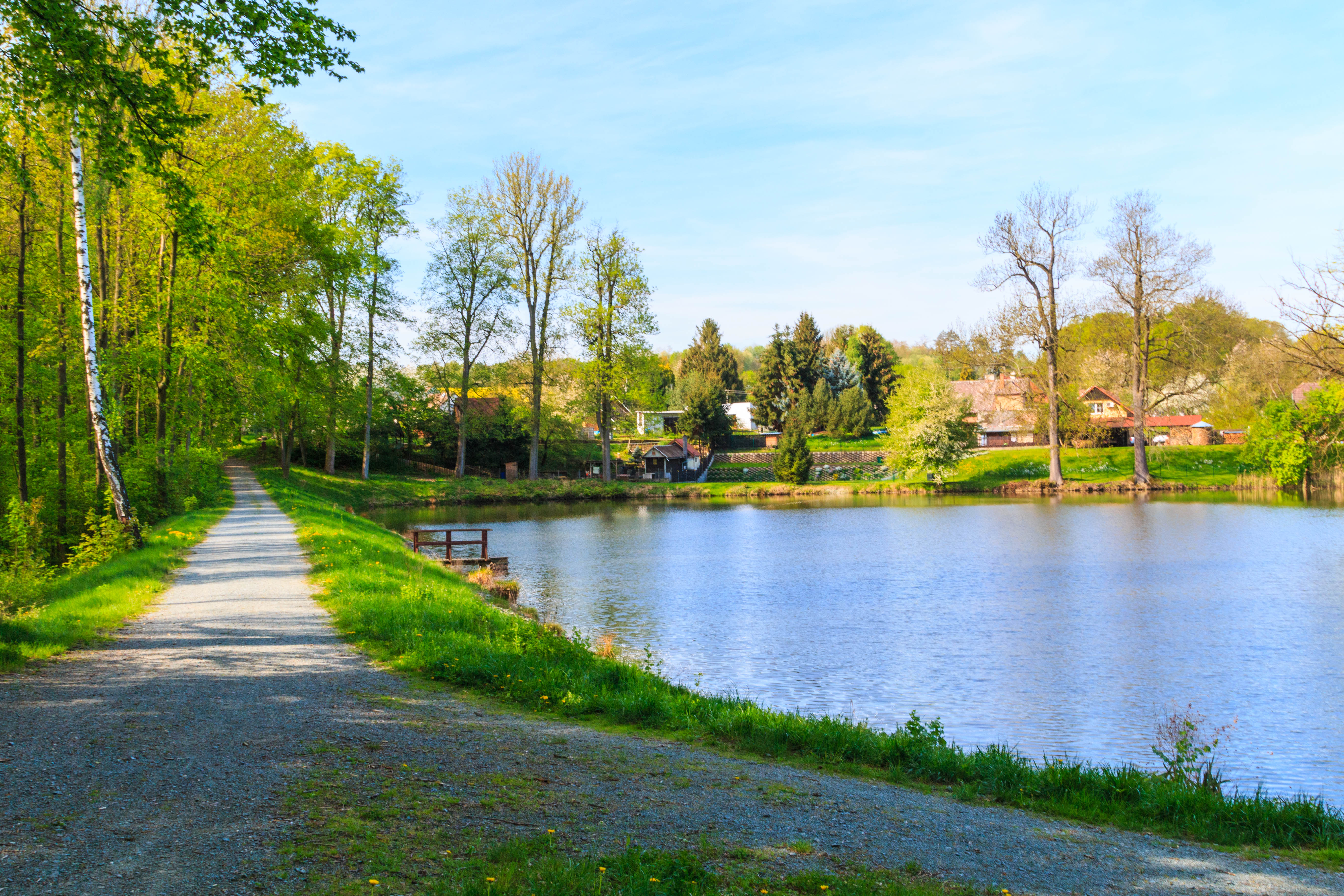
pohled na Chrtnický rybník
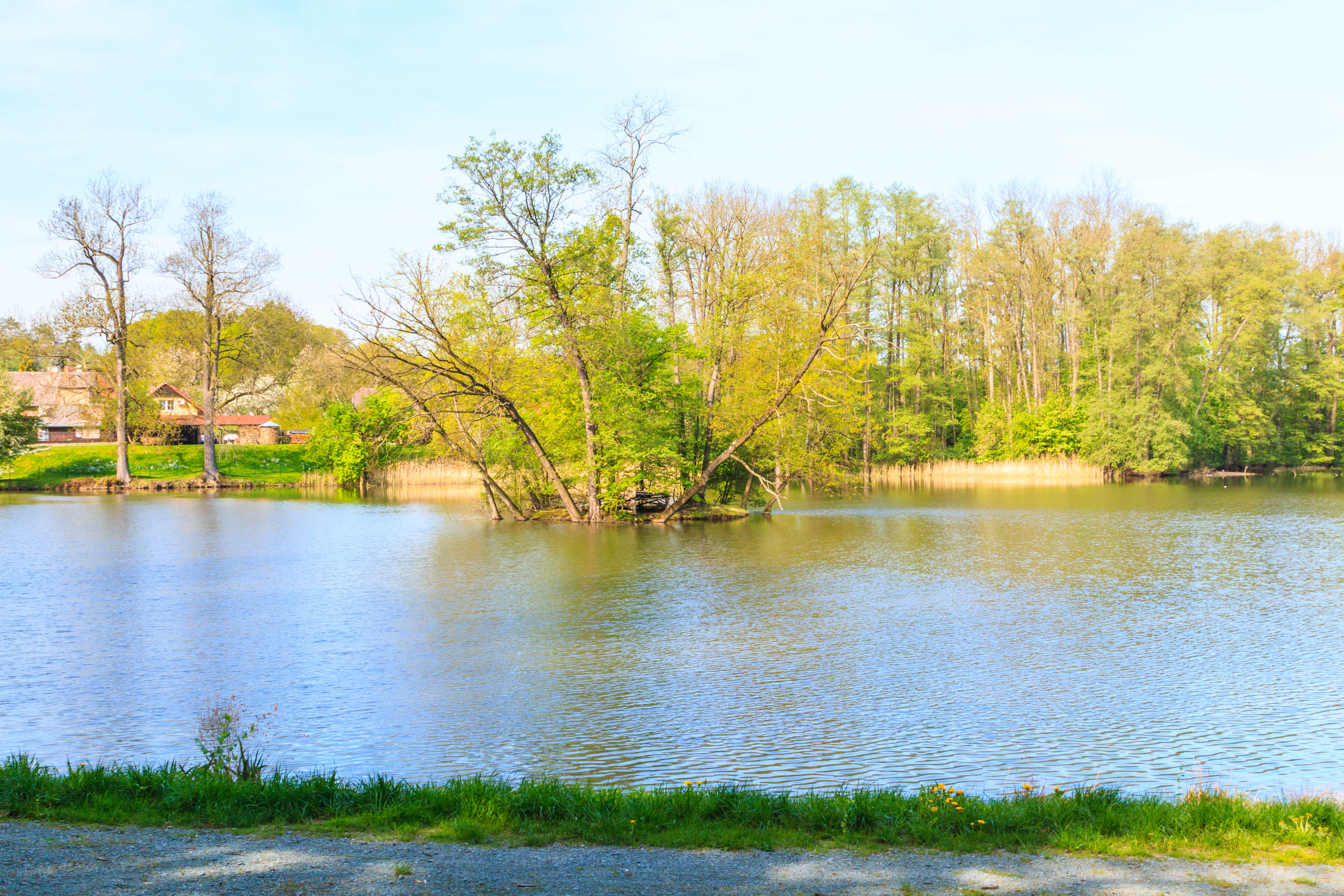
pohled na Chrtnický rybník
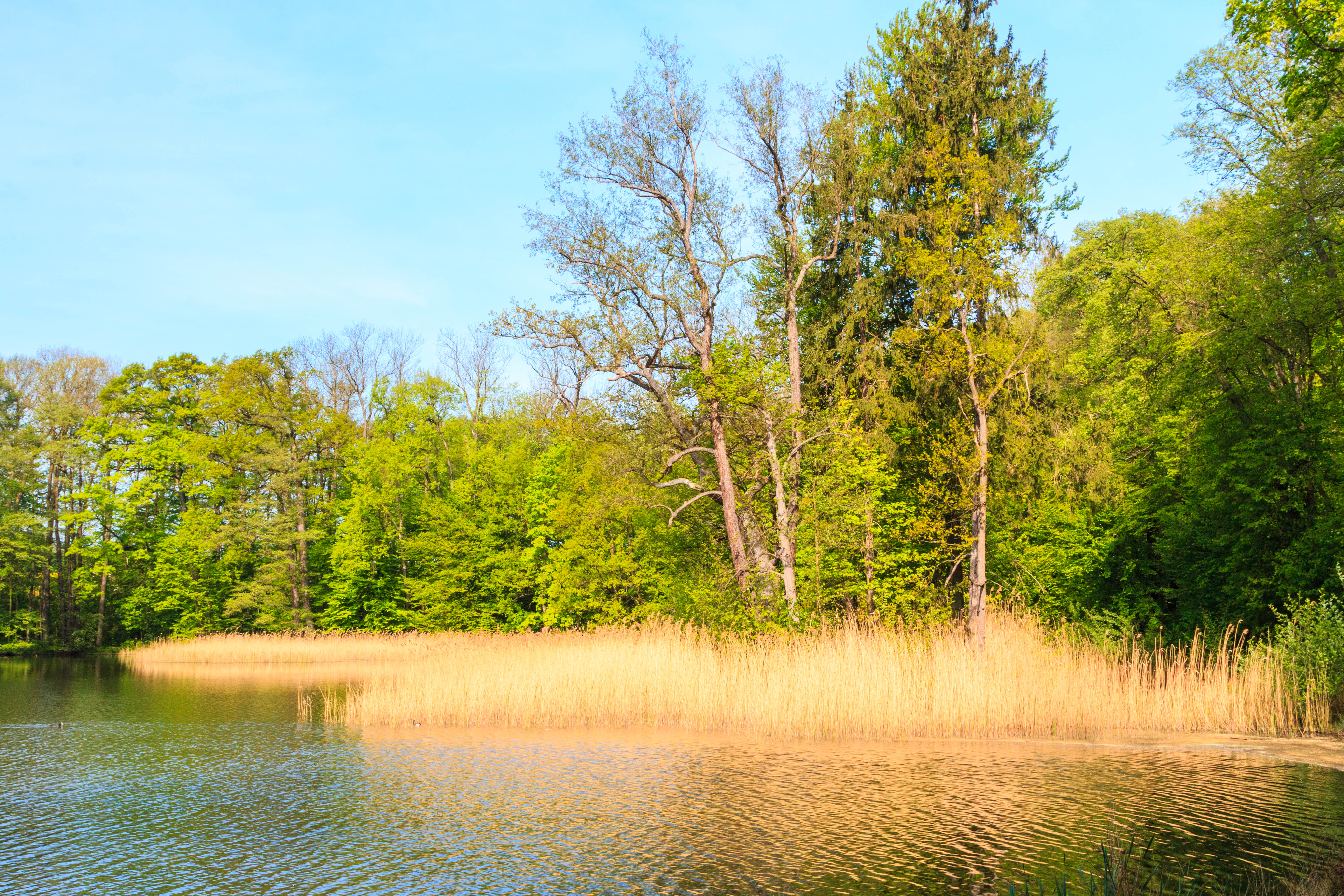
pohled na Chrtnický rybník
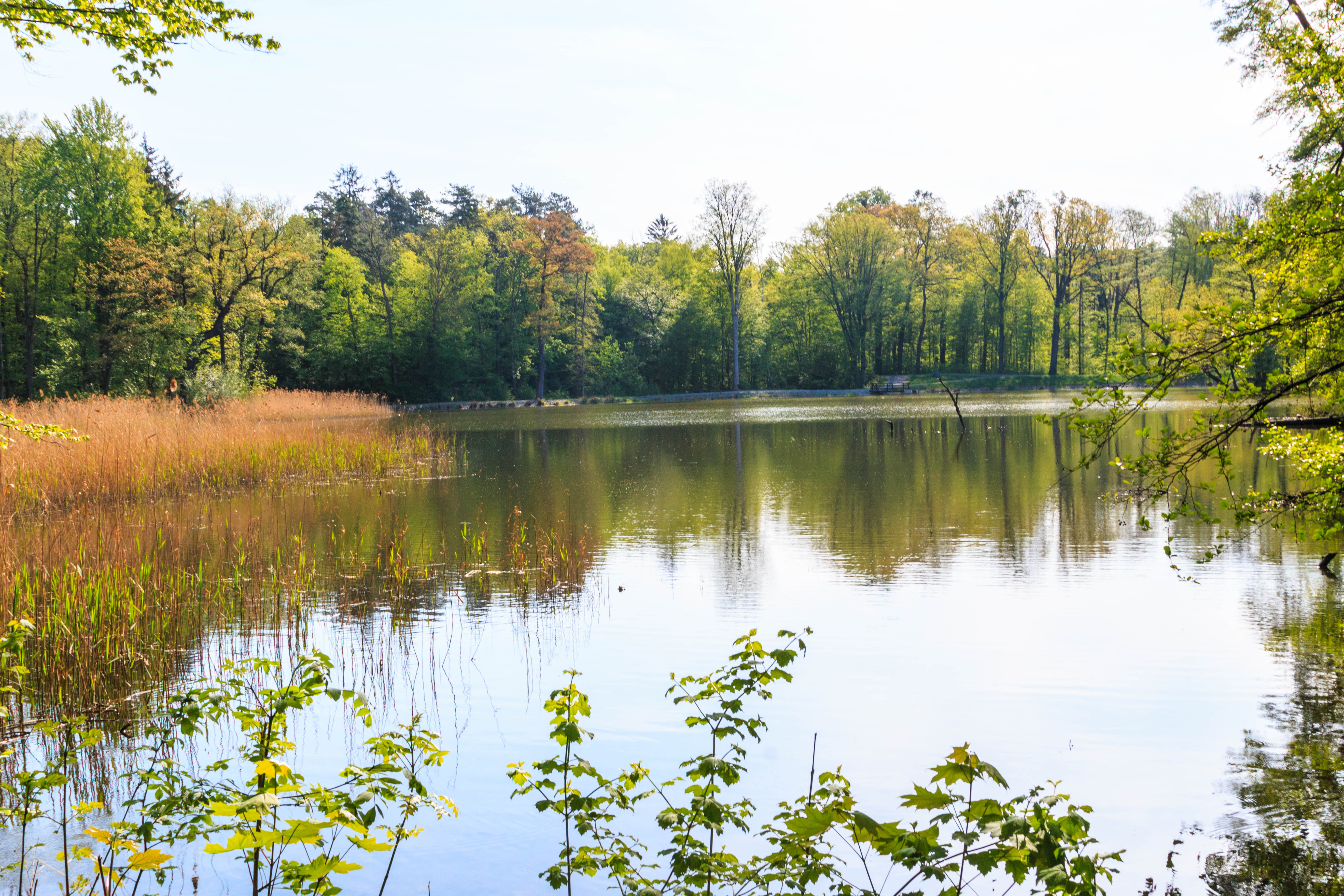
pohled na Chrtnický rybník